# 111-es busz (Esztergom)
Az esztergomi 111-es jelzésű autóbusz a Vasútállomástól indul, érinti a Látóhegyi utat, a Bánomi lakótelepet, az autóbusz-állomást, majd visszatér a vasútállomásra. Csak munkanapokon reggel közlekedik.

## Története
A járatot 2016. március 1-jén indították a 11-es járat 7 órai indulása helyett, a Látóhegyi út érintésével.

## Útvonala
| Vasútállomás → Látóhegyi út → Vasútállomás → Bánomi lakótelep → Vasútállomás |
| --- |
| Vasútállomás vá. – Schweidel József utca – Mátyás király utca – Látóhegyi út – Dobogókői út – Áchim András utca – Bem tér – Vasútállomás, forduló – Bem tér – Baross Gábor út – Csatai Szabó János utca – Táti út – Verseghy Ferenc utca – Szentkirályi utca – Tartsay Vilmos utca – Lázár Vilmos utca – Verseghy Ferenc utca – Táti út – Csatai Szabó János utca – Kiss János altábornagy utca – Kossuth Lajos utca – Bajcsy-Zsilinszky út – Majer István út – Iskola utca – Kőrösy László utca – Vaskapui út – Pilismaróti út – Földműves utca – Dessewffy Arisztid utca – Klapka tér – Vár utca – Szent István tér – Iskola utca – Majer István út – Bajcsy-Zsilinszky út – Vörösmarty utca – Kölcsey Ferenc utca – Petőfi Sándor utca – Terézia utca – Simor János utca – Autóbusz-állomás – Simor János utca – Hősök tere – Kiss János altábornagy utca – Baross Gábor út – Budapesti utca – Baross Gábor út – Bem tér – Vasútállomás vá. |

## Megállóhelyei
Az átszállási kapcsolatok között az azonos útvonalon, de csak a Vasútállomástól induló 11-es, illetve az ellenkező irányban közlekedő 1-es buszok nincsenek feltüntetve.
| 0  | Vasútállomás végállomás               |                                          |
| 5  | Diósvölgyi elágazás                   | 2904                                     |
| 6  | Látóhegyi út                          | 2904                                     |
| 7  | Erdőgazdaság                          | 2904                                     |
| 8  | Galagonyás út (TESCO)                 | 2904                                     |
| 10 | Vasútállomás                          | 43 8529, Helyközi buszok S72 Z72 S74     |
| 11 | Baross Gábor utca                     |                                          |
| 14 | Lázár Vilmos utca                     |                                          |
| 16 | Táti út                               | Helyközi buszok                          |
| 18 | Erzsébet királyné utca                | 43 800, 801, 2904, 8529, Helyközi buszok |
| 19 | Eszperantó utca                       | 43 880, 2904, 8529                       |
| 20 | Arany János utca                      | 43 2904, 8529                            |
| 21 | Rákóczi tér                           | 43 880, 2904, 8529                       |
| 22 | Bajcsy-Zsilinszky utca                | 43 2904, 8529                            |
| 24 | Béke tér (Bazilika)                   | 43 880, 2904, 8529                       |
| 25 | Kőrösy László utcai iskolák           | 43 8529                                  |
| 26 | Bánomi lakótelep                      | 43 880, 8529                             |
| 27 | Földműves utca                        | 43 2904, 8529                            |
| 28 | Honvédtemető utca                     | 43 2904, 8529                            |
| 29 | Klapka tér                            | 43 2904, 8529                            |
| 30 | Szent István tér (Bazilika)           | 43 880, 2904, 8529                       |
| 31 | Bajcsy-Zsilinszky utca                | 43 2904, 8529                            |
| 33 | Vörösmarty utca                       | 43 880, 2904, 8529                       |
| 34 | Kórház                                |                                          |
| 35 | Petőfi Sándor utca (Belvárosi temető) |                                          |
| 38 | Autóbusz-állomás                      | 800, 801, 880, 2904, Helyközi buszok     |
| 41 | Erzsébet királyné utca                | 43 800, 801, 2904, 8529, Helyközi buszok |
| 43 | Baross Gábor utca                     | 43                                       |
| 44 | Vasútállomás végállomás               | 43 8529, Helyközi buszok S72 Z72 S74     |